# Данлу, Анри-Пьер
Анри-Пьер Данлу (фр. Henri-Pierre Danloux; 24 февраля 1753, Париж — 3 января 1809, там же) — французский живописец и график.

## Биография
Родился в Париже. Рано осиротел, воспитывался дядей-архитектором. Сначала обучался у Николя Бернара Леписье, а позже у Жозефа Мари Вьена. В 1775 году предпринял путешествие по Италии. В 1783 году обосновался в Лионе, в 1785 году вернулся в Париж. В годы революции жил в эмиграции в Лондоне (1789—1801), оставил дневник этого периода. Находясь в Англии, писал портреты для офицерского класса и состоятельных людей. В 1793 году выставлялся в Лондонской Королевской академии. В 1801 году вернулся в Париж, где возобновил свою карьеру.
Известен как портретист, автор картин на исторические темы.
- Некоторые работы
- Портрет Розали Дюте работы Данлу
- Портрет барона де Безанваля работы Данлу